# Nebula (nhân vật)
Nebula là một nhân vật hư cấu xuất hiện trong các truyện tranh Mỹ được xuất bản bởi Marvel Comics. Nhân vật này được sáng tạo bởi Roger Stern và John Buscema, và lần đầu xuất hiện trong tập truyện The Avengers số 257 (tháng 7 năm 1985). Ban đầu Nebula được miêu tả là một nhân vật siêu ác, nhưng sau đó đã trở thành một anh hùng phản diện và thành viên của đội Guardians of the Galaxy.
Nebula đã xuất hiện trong nhiều phiên bản khác nhau của nhân vật này trong các phương tiện truyền thông khác, bao gồm các bộ phim hoạt hình truyền hình và trò chơi điện tử. Karen Gillan đóng vai nhân vật trong các bộ phim của Marvel Cinematic Universe bao gồm Guardians of the Galaxy (2014), Guardians of the Galaxy Vol. 2 (2017), Avengers: Infinity War (2018), Avengers: Endgame (2019), Thor: Love and Thunder (2022) và The Guardians of the Galaxy Holiday Special (2022) cùng giọng nói cho các phiên bản thời gian thay thế trong loạt phim hoạt hình trên Disney+ What If...? (2021).